# Ana Belén
Ana Belén, rozená María del Pilar Cuesta Acosta (* 27. května 1951, Madrid, Španělsko), je španělská herečka a zpěvačka. Jejím manželem je již déle než 30 let asturijský zpěvák Víctor Manuel, s nímž také často umělecky spolupracuje.

## Diskografie
- Zampo y yo, 1965
- Qué difícil es tener 18 años
- Al diablo con amor, 1973
- Tierra, 1973
- Calle del Oso, 1975
- La paloma del vuelo popular, 1976
- De paso, 1977
- Ana, 1979
- Con las manos llenas, 1980
- Ana Belén (italsky), 1981
- Ana en Río, 1982
- Ana Belén (portugalsky), 1982
- Víctor y Ana en vivo, 1983
- Géminis, 1984
- La corte de Faraón, 1985
- Para la ternura siempre hay tiempo, 1986
- Divinas palabras, 1987
- 26 grandes canciones y una nube blanca, 1987
- A la sombra de un león, 1998
- Rosa de amor y fuego, 1989
- Como una novia, 1991
- Veneno para el corazón, 1993
- Mucho más que dos, 1994
- El gusto es nuestro, 1996
- Mírame, 1997
- Lorquiana (Poemas de Federico García Lorca), 1998
- Lorquiana (Canciones populares de Federico García Lorca), 1998
- Ana Belén y Miguel Ríos cantan a Kurt Weill, 1999
- Ana Belén en Argentina, 1999
- Peces de ciudad, 2001
- Dos en la carretera, 2001
- Viva L‘Italia, 2003
- Una canción me trajo aquí, 2005
- Anatomía, 2007